# Nushima
Nushima (jap. 沼島) ist eine japanische Insel im Kii-Kanal der Seto-Inlandsee.

## Geografie
Die 2,67 km² große Insel Nushima liegt am Nordende des Kii-Kanals drei Kilometer südlich vor Awaji. Die Insel ist hügelig mit einer höchsten Erhebung von 117,2 m. Auf Nushima das 1955 nach Nandan (heute Minami-Awaji) eingemeindet wurde leben 482 (Stand: Juli 2016) Einwohner, die sich auf einer Hafensiedlung entlang einer Bucht im Westen konzentriert. Basierend auf archäologischen Funden von Tonscherben ist die Insel seit der späten Jōmon-Zeit (2000–1000 v. Chr.) besiedelt. Es besteht eine Fährverbindung zum gegenüberliegenden Hafen Habu (auch Nadagyo-kō) auf Awaji und zum Hafen Sumoto auf Ost-Awaji.
Geologisch bestehen die Insel und die besonders im Osten umgebenden Felsen aus Glimmerschiefer.
Die Insel ist Teil des Setonaikai-Nationalparks.

## Mythologie

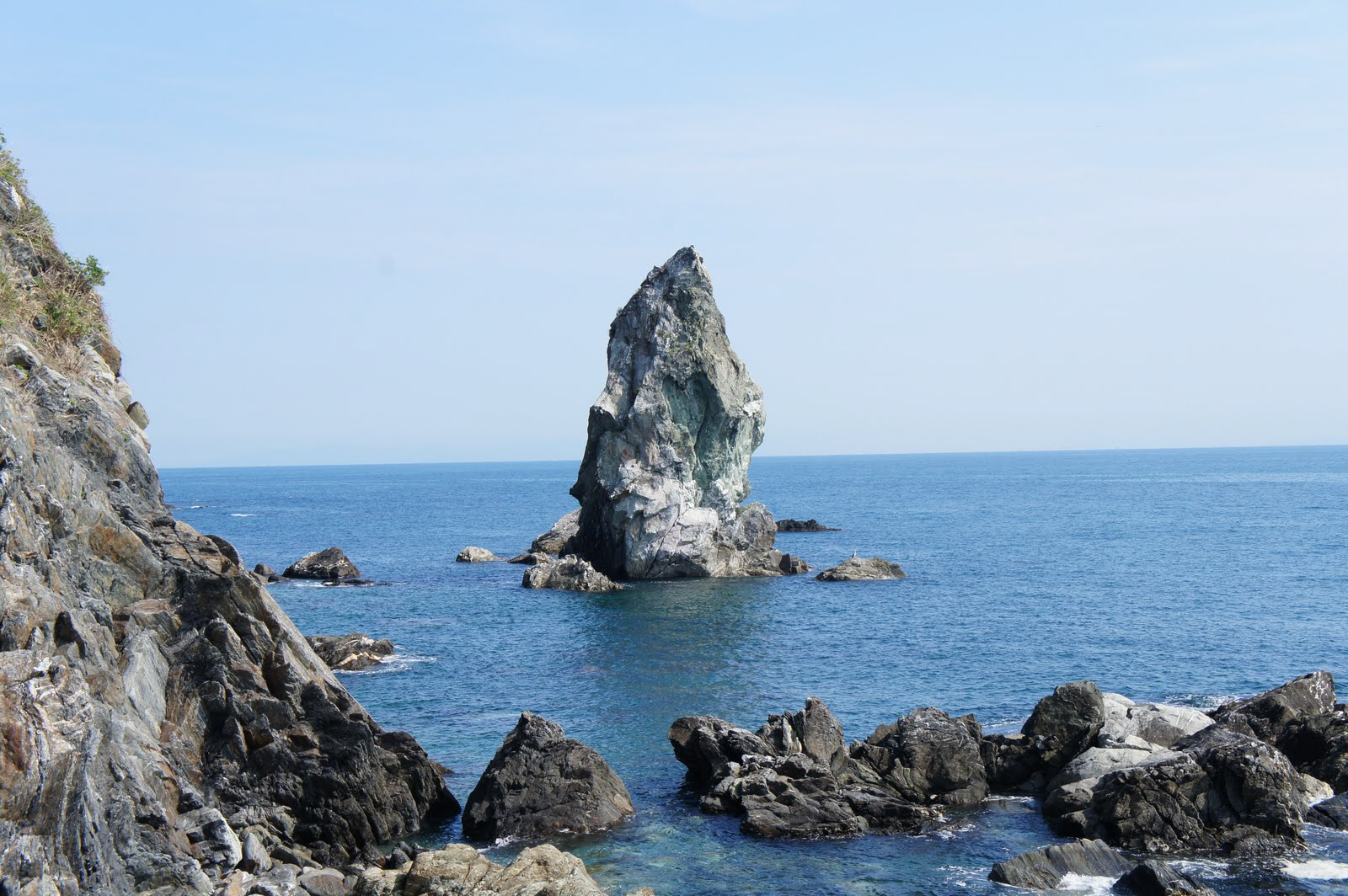
Kamitategamiiwa

Nach der im Kojiki beschriebenen mythologischen Genesis der japanischen Inseln rammten die Urgötter Izanagi und Izanami ihre himmlische Juwelenlanze in das Meer und beim Herausziehen tropfte von der Spitze Salz ab, das wiederum das erste Land bildete. Diese Onogoro genannte Insel wird unter anderem mit Nushima identifiziert.
Mit dem Mythos assoziiert wird der 30 m hohe lanzenähnliche Felsen Kamitategamiiwa (上立神岩, dt. „aufrechtstehender Götterfelsen“; 34° 9′ 44″ N, 134° 49′ 41″ O) südlich vor Nushima, der als Symbol der Insel gilt.

Im Westteil der Insel befindet sich auf einem Berg der Onokoro-Schrein (おのころ神社, Onokoro-jinja) in dem beide Urgötter bzw. der gesamte Berg als deren Shintai Onokoro-san verehrt werden.